# سارا لوند
سارا لوند (بالإنجليزية: Sara Lund)‏ هي طبالة أمريكية، ولدت في 1976.